# 加利福尼亞整合學院
加利福尼亞整合學院（英語：California Institute of Integral Studies）是位於美國加利福尼亞州舊金山的一所私立學院，創立於1968年。該學院已得到西部學校和學院協會的認可，2015年《美國新聞與世界報道》未將其列入排名。

## 外部連結
- Official website（页面存档备份，存于）
- Facebook page（页面存档备份，存于）